# عزلة عمارة السفلى (الضالع)

تعديل مصدري - تعديل

عزلة عمارة السفلى هي إحدى عزل مديرية الحشاء في محافظة الضالع اليمنية ويبلغ تعداد سكانها 7970 نسمة حسب التعداد السكاني في اليمن لعام 2004. وتضم قبيلة القرشاني وقبيلة المروسي والكربي والكثير من القبائل 

## روابط خارجية
- الجهاز المركزي للإحصاء بالجمهورية اليمنية
- المركز الوطني للمعلومات باليمن
- World Gazetteer:Yemen
- الدليل الشامل